# Домене, Эммануэль

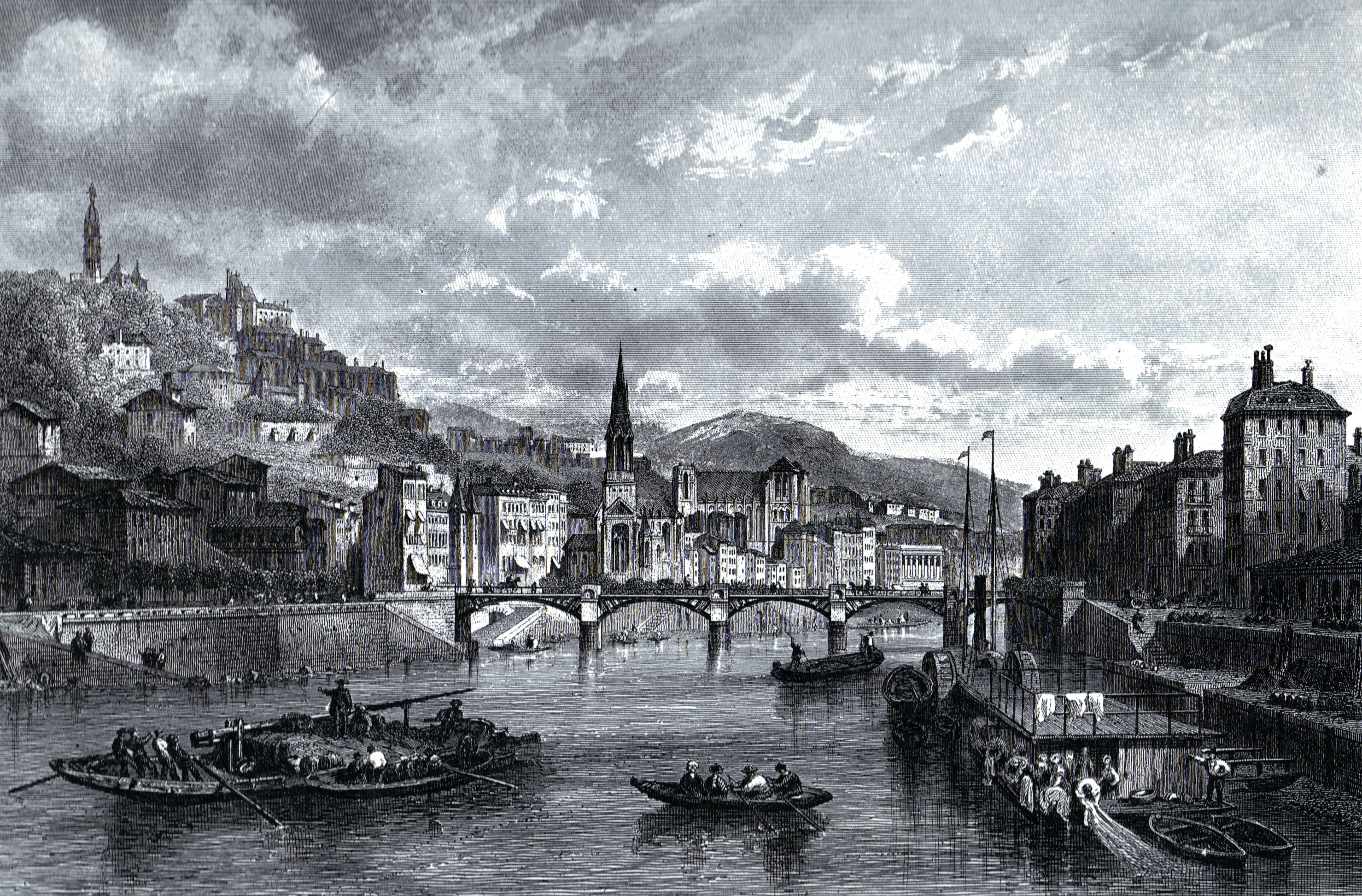
Лион, родной город Эммануэля Домене. 1860 год

Эммануэль-Анри-Дьедонне Домене (фр. Emmanuel-Henri-Dieudonné Domenech; 4 ноября 1826 — ок. 1903 или 1904) — французский аббат, миссионер и автор ряда книг. Родился в Лионе (Франция), учился в духовной семинарии, но, не закончив её, двадцати лет от роду избрал для себя миссионерскую деятельность в Техасе.
В течение двух следующих лет он жил в Сент-Луисе, где закончил своё образование, изучил английский и немецкий языки (как выяснилось позднее, второй он знал достаточно поверхностно), и наконец, в 1848 году начал своё миссионерское служение в Кастровилле (англ. Castroville), городке, основанном немецкими колонистами, затем оттуда перебрался в Браунсвилл. Несмотря на трудности, связанные с тем, что после недавно закончившейся войны с Мексикой страна была наводнена дезертирами из обеих армий, бандами, промышлявшими грабежом и убийствами, а также враждебными индейскими племенами, и кроме того, начавшейся эпидемией холеры, аббат стойко вёл миссионерскую службу, заслужив к себе уважение и авторитет среди жителей Южного Техаса.
В 1850 году он ненадолго вернулся в Европу, в частности, получил аудиенцию у Пия IX. Вернувшись в Техас, он продолжил миссионерское служение вплоть до 1852 года, когда, окончательно подорвав своё здоровье, вынужден был вернуться во Францию, где получил место каноника в Монпелье.
В 1861 году он ещё раз посетил американский континент в качестве раздаятеля милостыни и капеллана императора Максимиллиана. Окончательно осев во Франции, он посвятил остаток жизни исполнению своих священнических функций, а также путешествиям и литературному творчеству.
В 1882—1883 годах в последний раз посетил Америку. Скончался в конце 1903 (или в начале 1904 года) от апоплексического удара. Был похоронен в Лионе с воинскими почестями.

## Дешифровка «Книги дикарей»
Так называемая «Книга дикарей», рукопись, состоявшую из 114 листов in quarto, исписанных с обеих сторон «серебряным» и красным карандашами, изначально принадлежала семье маркизов Польми. Происхождение её осталось неизвестным, однако, по бумаге канадского изготовления, было предположено, что «Книга…» была передана Польми одним из канадских миссионеров в качестве диковинки. В 1785 году Антуан-Рене де Польми д’Арженсон среди прочих книг своей библиотеки продал её Арсеналу Франции. Подлинное происхождение «Книги дикарей» осталось неизвестным, однако, смотритель Библиотеки Арсенала предположил, что она является записью хроники одного из племён канадских индейцев. В подобном качестве он предложил тетрадь для экспертизы и перевода Эммануэлю Домене, слывшему знатоком индейских языков и письменностей.
Аббат взялся за работу и около года спустя издал книгу «Manuscrit pictographique Américain précédé d’une Notice sur l’Ideographie des Peaux-Rouges par l’Abbé Em. Domenech, Membre de la Societé Géographique de Paris etc. Ouvrage publié sous les auspices de M. le Ministre d'État et de la Maison l’Empereur» («Иллюстрированное описание Америки, впервые сопровождаемое заметками, относящимися к пиктографии краснокожих, написано аббатом Эм. Домене, членом Парижского Географического общества и т. д. Произведение издано и согласовано с Государственным министром и министром Императорского двора», Париж, 1860 год).
Несколько позднее книга аббата попала в руки немецким исследователям, после чего окончательно выяснилось, что она являлась всего лишь ученической тетрадкой школьника, немца по происхождению, жившего, вероятно, в одной из канадских или американских деревень. Знаки, принятые Домене за индейскую силлабическую письменность, были всего лишь немецким готическим письмом, которое аббат не сумел распознать ввиду того, что этот тип шрифта совершенно не употреблялся во Франции. Рисунки, «дешифрованные» им как «хроника трёх племён», были всего лишь детскими фантазиями. После выхода брошюры Й. Петцольдта «„Das Buch der Wilden“ im Lichte franzosischer Civilisation» («„Книга дикарей“ в свете французской цивилизации»), не оставившей камня на камне от работы Домене, дешифровщик, а также министр иностранных дел, способствовавший публикации, были подняты на смех.
Аббат всё же пытался защищаться, выпустив в 1861 году ещё одно издание — «Правда о „Книге дикарей“. Посвящается исследователям английским, немецким и бельгийским», но его уже никто не слушал.
От этого удара Домене уже не смог оправиться. После того, как скандал несколько улёгся, он, окончательно вернувшись в родной Лион, стал вести практически отшельническую жизнь, полностью отдавшись обязанностям приходского священника, вплоть до того, что в Париже его считали умершим. Ошибка выяснилась уже много лет спустя.